# Ineu (Arad)
Ineu (in ungherese Borosjenő) è una città della Romania di 9 576 abitanti, ubicata nel distretto di Arad, nella regione storica della Transilvania.
La città è situata sulle rive del fiume Crişul Alb, a circa 57 km da Arad.